# Dijar Ferati
Dijar Ferati, född 24 september 2008, är en svensk fotbollsspelare, som spelar på mittfältet, och som representerar Utsiktens BK.

## Biografi
Ferati lämnade i april 2024 IFK Göteborg där han tillhört deras akademi för att spela i Superettan med Utsiktens BK. Den 27 april 2024 debuterade han för sitt nya lag i mötet mot Landskrona BoIS. I och med detta blev Ferati den första herrfotbollsspelaren född 2008 att spela en ligamatch i en av landets två högsta serier.